# Crveni Grad
Crveni Grad (cyr. Црвени Град) – wieś w Serbii, w okręgu pczyńskim, w gminie Trgovište. W 2011 roku liczyła 79 mieszkańców.